# 화학 합성 (생명과학)
화학합성(化學合成, 영어: chemosynthesis)은 열수 등에서 광합성과 유사한 과정이 일어나는 것이다.
생화학에서 화학합성은 하나 이상의 탄소 함유 분자(일반적으로 이산화탄소 또는 메탄)와 영양소를 무기 화합물(예: 수소 가스, 황화수소) 또는 철 이온의 공급원으로 산화하여 유기물로 생물학적으로 전환하는 것이다. 광합성에서와 같이 햇빛이 아닌 에너지. 화학 합성을 통해 이산화탄소로부터 탄소를 얻는 유기체인 화학독립영양생물은 계통발생학적으로 다양하다. 현저하거나 생지화학적으로 중요한 분류군을 포함하는 그룹에는 황 산화 감마프로테오박테리아, 캄필로박테로타, 아퀴피코타, 메탄 생성 고세균 및 호중구 산화철 박테리아가 포함된다.
바다의 어두운 지역에 있는 많은 미생물은 단일 탄소 분자로부터 바이오매스를 생산하기 위해 화학합성을 사용한다. 두 가지 범주로 구분할 수 있다. 수소 분자(H2)를 사용할 수 있는 드문 장소에서 CO2와 H2(메탄, CH4 생성으로 이어지는) 사이의 반응에서 사용할 수 있는 에너지는 바이오매스 생산을 추진하기에 충분히 클 수 있다. 또는 대부분의 해양 환경에서 화학 합성을 위한 에너지는 황화수소 또는 암모니아와 같은 물질이 산화되는 반응에서 파생된다. 이것은 산소의 존재 유무에 관계없이 발생할 수 있다.
많은 화학합성 미생물은 바다의 다른 유기체에 의해 소비되며 화학합성자와 호흡하는 종속영양생물 사이의 공생 관계는 매우 일반적이다. 많은 동물 개체군은 열수분출구, 메탄 클라스레이트, 냉침, 고래 폭포 및 고립된 동굴 물에서 화학합성 2차 생산에 의해 지원될 수 있다.
혐기성 화학 합성이 화성, 목성의 위성 유로파 및 기타 행성의 표면 아래에서 생명체를 지원할 수 있다는 가설이 세워졌다. 화학합성은 또한 지구에서 진화한 첫 번째 유형의 신진대사였을 수 있으며, 이후에 발달할 세포 호흡과 광합성을 위한 길을 이끌었다.

## 같이 보기
- 영양적 분류
- 독립영양생물
- 종속영양생물
- 광합성